# Manligheten
Die 1904 in Dienst gestellte Manligheten war das elfte (Küsten-)Panzerschiff (schwed. Pansarskepp) der schwedischen Flotte. Die Manligheten war das vierte Schiff der Äran-Klasse und nach dem Schwesterschiff Tapperheten das zweite von der Firma Kockums in Malmö gebaute Küstenpanzerschiff.
Zur Äran-Klasse gehörten noch die von der Lindholmen Werft in Göteborg gebaute Äran und die bei Bergsund in Stockholm gebaute Wasa. Die Schiffe waren eine Weiterentwicklung der Dristigheten, hatten dieselbe Bewaffnung, auch wenn die Mittelartillerie in Einzeltürmen aufgestellt war, aber eine moderne Panzerung.

Manligheten wurde 1933, wie zuvor schon zwei Schwesterschiffe, aufgelegt. 1939 war sie zur Sicherung der schwedischen Neutralität wieder in Dienst beim Göteborg-Geschwader. Ab Herbst 1940 wurde das veraltete und in einem schlechten Zustand befindliche Schiff grundlegend modernisiert. Sie erhielt ein völlig neues Vorschiff mit Kreuzerbug, ihre Aufbauten weitgehend neu gebaut und nach hinten verlegt und alle Waffen modernisiert. Auch die Kesselanlage wurde vollständig erneuert.

Im Februar 1950 wurde die Manligheten dann außer Dienst gestellt.

## Baugeschichte

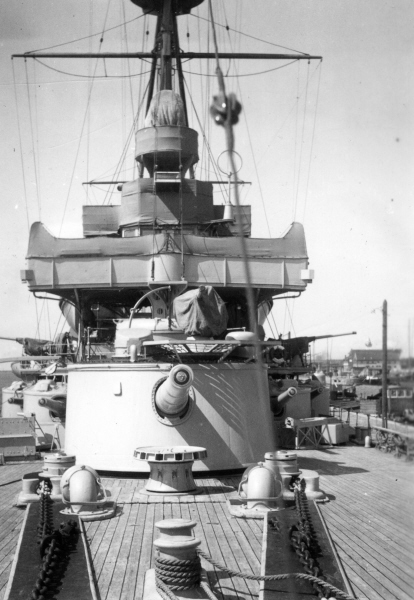
Vorderes 210-mm-Geschütz M.98B

Die Manligheten wurde als viertes Schiff der Äran-Klasse in Auftrag gegeben, als die drei anderen Schiffe sich bereits im Endausbau befanden. Die Auftragsvergabe war auch eine Reaktion auf die Vergabe des Baues moderner Küstenpanzerschiffe Norwegens in England und die zunehmenden Spannungen innerhalb der Union beider Staaten.
Die Manligheten hatte – wie die Schwesterschiffe – eine zeitgemäße Krupp-Panzerung und als Hauptbewaffnung zwei 210-mm-L/44-Bofors-Schnellfeuergeschütze Modell 98 in Einzeltürmen, die bei der Dristigheten eingeführt worden waren und mit denen die Svea-Klasse umgerüstet wurde. Wie die Schwesterschiffe verfügte sie – abweichend von der Kasematt-Aufstellung auf der Dristigheten – über sechs Einzeltürme mit 152-mm-L/44-Bofors-Schnellfeuergeschützen Modell 98, wie sie auch für die Umrüstung der Svea-Klasse gefertigt wurden. Bei den leichten Waffen kamen zehn 57-mm-L/55-Finspång-Schnellfeuergeschütze Modell 89B wie auf den vorangegangenen Panzerschiffen zum Einbau. Auch die Torpedobewaffnung mit zwei 450-mm-Breitseitrohren Modell 99 entsprach dem Vorläuferschiff Dristigheten.
1906 erhielt die Manligheten als erstes Schiff der Klasse einen Dreibeinmast und moderne Entfernungsmesser. Ende der 1920er-Jahre wurde die Manligheten versuchsweise mit zwei Kesseln mit Ölfeuerung versehen, die aus heimischen Vorkommen gewonnenes Öl nutzen sollten.
Kurz nach dem Kriegsbeginn in Europa wurden die alten 57-mm-Torpedobootsabwehrgeschütze entfernt und durch eine Flugabwehrbewaffnung von vier Flakvarianten der alten 57-mm-L/55-Geschütze und zwei 25-mm-L/58-Bofors-Maschinenkanonen Modell 32 ersetzt. Auch die Torpedoanlage wurde ausgebaut.

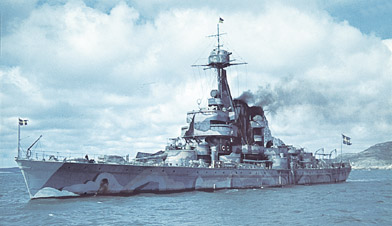
Die modernisierte Manligheten

Ab Herbst 1940 wurde die Manligheten auf den Götaverken grundlegend modernisiert, da sie sich in einem schlechten Erhaltungszustand befand. Dabei erhielt sie ein völlig neues Vorschiff mit Kreuzerbug, ihre Aufbauten wurden erneuert und nach hinten verlegt sowie alle Waffen modernisiert. Die Länge des Schiffes betrug nach dem Umbau 90,2 m in der Wasserlinie und 91,4 m über alles. Die 57-mm-Flakgeschütze wurden wieder entfernt und durch vier moderne automatische 40-mm-L/56-Bofors-Flugabwehrkanonen Modell 32 ersetzt, dazu kam noch ein weiteres Paar der 25-mm-Bofors-Maschinenkanonen an Bord. Die schwere und mittlere Artillerie erhielt neue Geschütze einer verbesserten Variante der bisherigen Geschütze (210 mm Bofors M/98-36 und 152 mm Bofors M/98-36), die durch höhere Standorte und verbesserte Munition bessere Ergebnisse erzielen konnten. Auch die Kesselanlage mit sechs Kohle- und zwei Ölkesseln wurde vollständig erneuert.
Nachdem die wegen der üblicherweise verwendeten Abkürzung „Ma“ meist „Emma“ genannte Manligheten am 24. Februar 1950 aus der Flottenliste gestrichen worden war, wurde sie 1952 in Karlskrona zum Abbruch verkauft. Ihr Rumpf wurde zu einem Ponton umgebaut, der noch heute in Lahälla vorhanden ist.

## Einsatzgeschichte
Die Manligheten kam am 3. Dezember 1904 als letztes Panzerschiff der schwedischen Marine während der Union mit Norwegen in Dienst. Damit verfügte die Marine jetzt über vier Schiffe mit zeitgemäßer Panzerung.
Ihre erste Auslandsreise machte die Manligheten 1920 nach Amsterdam. Im Mai und Juni 1926 besuchte sie zusammen mit ihrem Schwesterschiff Tapperheten erneut Amsterdam, dazu Portsmouth, Guernsey und Vlaardingen. 1927 machten beide Schiffe erneut eine gemeinsame Reise nach Plymouth, San Sebastián, Bilbao und Rotterdam. Nach diesen Reisen wurde die Manligheten versuchsweise mit zwei Kesseln mit Ölfeuerung versehen, die aus heimischen Vorkommen gewonnenes Öl nutzen sollten.

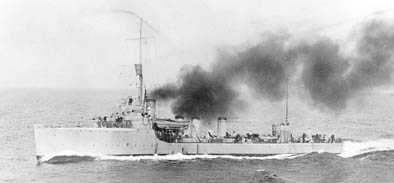
Der Zerstörer Wachtmeister

Am 24. August 1930 lief die Manligheten auf dem Weg von Stockholm zur Marinebasis Horsfjärden bei schlechter Sicht auf. Der sich in der Nähe befindliche Minenkreuzer Clas Fleming versuchte sofort, das Panzerschiff wieder freizuschleppen, erwies sich aber als zu schwach. Auch Versuche des Panzerschiffes Drottning Victoria scheiterten, obwohl die Manligheten 225 t Kohle und nicht benötigtes Wasser von Bord gegeben hatte. Das Abbringen des Küstenpanzerschiffes gelang erst, als der Zerstörer Wachtmeister gleichzeitig den Havaristen mit 24 Knoten passierte und der erzeugte Schwell die Manligheten in Schwingung brachte.
Nach Wasa 1924 und Tapperheten 1927 wurde 1933 auch die Manligheten aufgelegt, da auch die schwedische Marine aus ökonomischen Gründen die Indiensthaltung ihrer Einheiten reduzieren musste. Die anstehende Grundüberholung des Kadettenschulschiffes Oscar II. führte 1937 zur Übernahme dieser Aufgabe durch die Manligheten und zur Durchführung einer Ausbildungsreise von Mai bis Juli nach Amsterdam, Newcastle, Rouen, Cardiff, Oban, Trondheim und Klaipėda. Bis zum Kriegsausbruch in Europa blieb die Manligheten dann Hafenschiff und wurde am 26. August 1939 wieder in Dienst genommen und im September dem Geschwader in Göteborg als Flaggschiff zugeteilt. Das Geschwader bestand aus den 498-t-Zerstörern Wrangel und Wachtmeister, den 386-t-Unterseebooten Hajen, Sälen und Valrossen sowie den 345-t-Minensuchern Styrbjörn und Starkodder (die ehemaligen norwegischen Walfänger Klo und Graham).

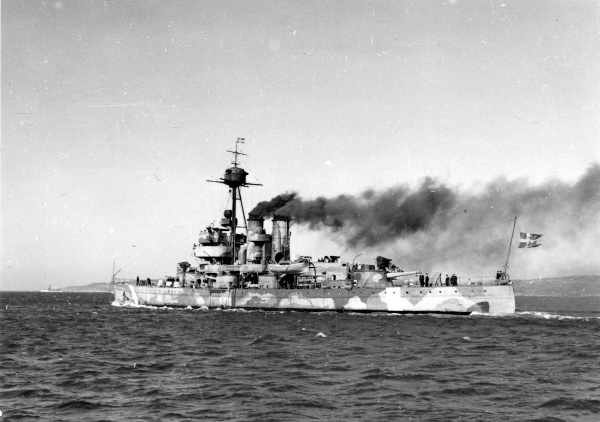
Die Manligheten mit dem weißen Neutralitätsband am Rumpf im April 1943 mit der Flagge auf halbmast nach dem Untergang des U-Bootes Ulven durch eine treibende deutsche Mine

Der Einsatz als Schulschiff 1937 hatte gezeigt, dass das Schiff in einem schlechten Zustand war. Insbesondere die Bewaffnung war veraltet, da die 210-mm-Geschütze nur eine wirksame Schussweite von 11.000 Metern und die 150-mm-Kanonen nur von 9.000 Metern hatten, während die leichten deutschen Kreuzer in der Lage waren, mit ihren 15-cm-Kanonen ein Gefecht über 20.000 Meter zu führen. Am 13. Dezember 1939 starben sechs Mann an Bord der Manligheten, als eine vor Göteborg treibende deutsche Mine beseitigt werden sollte. Weitere 14 Mann wurden verletzt.
Während der Operation Weserübung verlegte die Manligheten am 8. April 1940 mit dem Göteborg-Geschwader gemäß den Mobilisierungsplänen nach Kalvsund, der Operationsbasis für den Eintritt einer Bedrohungssituation.

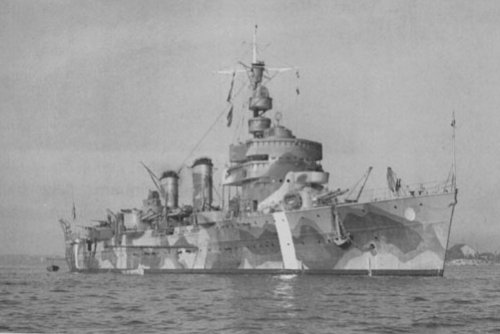
Die ebenfalls stark umgebaute Fylgia

Ende 1940 und im Jahr 1941 erfolgte dann die oben beschriebene Modernisierung in Göteborg, die dem alten Küstenpanzerschiff ein erheblich moderneres Aussehen und wieder einen gewissen Gefechtswert gab. Sie blieb das Flaggschiff des Göteborg-Geschwaders, das inzwischen verstärkt worden war. 1940 erhielt es noch die ehemals italienischen 970-t-Zerstörer Psilander und Puke der Sella-Klasse, 1944 den 992-t-Zerstörer Klas Horn, und die Karlskrona und Göteborg von über 1000 t, von denen Klas Horn und Göteborg schon 1939/1940 dort zeitweise Dienst getan hatten. Auch der stark umgebaute alte Panzerkreuzer Fylgia und weitere U-Boote wurden dort eingesetzt. Im Frühjahr 1945 gehörte mit dem ehemaligen Torpedokreuzer Jacob Bagge auch ein noch älteres Kriegsschiff als die Manligheten zum Göteborg-Geschwader.
Am 24. Februar 1950 wurde die meist „Emma“ genannte Manligheten aus der Flottenliste gestrichen und 1952 zum Abbruch verkauft.

## Die schwedischen Küstenpanzerschiffe
| Name             | Stapellauf | Verdrängung | Länge         | Geschwindigkeit | Hauptbewaffnung                          |
| ---------------- | ---------- | ----------- | ------------- | --------------- | ---------------------------------------- |
| 3 Svea-Klasse    | 1885–1893  | 3100–3300 t | 77,6–82,0 m   | 15–16 kn        | 1–2 × 254-mm-, 4 × 152-mm-Geschütze      |
| 3 Oden-Klasse    | 1896–1898  | 3300–3400 t | 86,3 m        | 16,5–17 kn      | 2 × 254-mm-, 6 × 120-mm-Geschütze        |
| Dristigheten     | 1900       | 3550 t      | 89,0 m        | 16,5 kn         | 2 × 210-mm-, 6 × 152-mm-Geschütze        |
| 4 Äran-Klasse    | 1901-1903  | 3650 t      | 89,7 m        | 17 kn           | 2 × 210-mm-, 6 × 152-mm-Geschütze        |
| Oscar II.        | 1905       | 4270 t      | 95,6 m        | 16,5 kn         | 2 × 210-mm-, 4–2 × 152-mm-Geschütze      |
| 3 Sverige-Klasse | 1915–1918  | 6850–7125 t | 120,0–121,6 m | 22,5 kn         | 2–2 × 280-mm-, 1–2 × +6-152-mm-Geschütze |

### Die Küstenpanzerschiffe derÄran-Klasse
| Name        | Bauwerft                   | Stapellauf       | In Dienst ab      | Endschicksal             |
| ----------- | -------------------------- | ---------------- | ----------------- | ------------------------ |
| Wasa        | Bergsund, Stockholm        | 29. Mai 1901     | 6. Dezember 1902  | März 1940 gestrichen     |
| Äran        | Lindholmen Werft, Göteborg | 14. August 1901  | 7. September 1902 | Juni 1947 gestrichen     |
| Tapperheten | Kockums, Malmö             | 7. November 1901 | . April 1903      | Juni 1947 gestrichen,    |
| Manligheten | Kockums, Malmö             | 1. Dezember 1903 | 3. Dezember 1904  | Februar 1950 gestrichen, |